# إيدة لو (سراب)
إيدة لو هي قرية في مقاطعة سراب، إيران. عدد سكان هذه القرية هو 278 في سنة 2006.